# Тимошино (Тихвинский район)
Тимошино — деревня в Шугозёрском сельском поселении Тихвинского района Ленинградской области.

## История
Деревня Тимошинское упоминается в переписи 1710 года в Шугозерском погосте Заонежской половины Обонежской пятины.

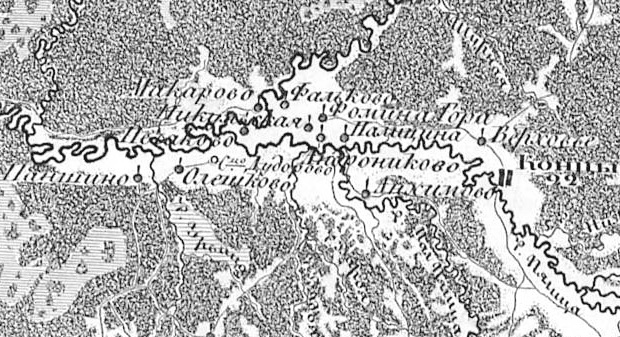
Деревня Тимошино на карте 1847 года

Согласно семитопографической карте Новгородской губернии 1847 года деревня называлась Концы и насчитывала 22 крестьянских двора.

ТИМОШИНСКОЕ (ПАВЛОВСКОЕ) — деревня Верховского общества, прихода Пашеозёрского погоста.

Крестьянских дворов — 27. Строений — 74, в том числе жилых — 30. 

Число жителей по семейным спискам 1879 г.: 64 м. п., 61 ж. п.; по приходским сведениям 1879 г.: 79 м. п., 83 ж. п.

В конце XIX — начале XX века деревня административно относилась к Лукинской волости 2-го земского участка 2-го стана Тихвинского уезда Новгородской губернии.

ТИМОШИНСКОЕ (ПАВЛОВСКОЕ) — деревня Верховского общества, дворов — 38, жилых домов — 40, число жителей: 96 м. п., 106 ж. п. 

Занятия жителей — земледелие, лесные заработки. Река Пяльица. Часовня, мелочная лавка. (1910 год)

По сведениям на 1 января 1913 года в деревне Тимошино было 255 жителей из них детей в возрасте от 8 до 11 лет — 20 человек.
С 1917 по 1918 год деревня входила в состав Лукинской волости Тихвинского уезда Новгородской губернии. 
С 1918 года в составе Череповецкой губернии.
С 1927 года в составе Пяльинского сельсовета Капшинского района.
Согласно карте Ленинградской области Северо-западного аэрогеодезического треста ГГУ издания 1932 года деревня насчитывала 23 крестьянских двора:
| Внешние изображения | Внешние изображения                 |
| ------------------- | ----------------------------------- |
|                     | Деревня Тимошино на карте 1932 года |

По данным 1933 года деревня Тимошино входила в состав Пяльинского сельсовета Капшинского района Ленинградской области.
В 1940 году население деревни составляло 240 человек
В 1961 году население деревни составляло 129 человек.
С 1963 года в составе Тихвинского района.
По данным 1966 и 1973 годов деревня Тимошино также входила в состав Пяльинского сельсовета.
По данным 1990 года деревня Тимошино входила в состав Шугозёрского сельсовета.
В 1997 году в деревне Тимошино Шугозёрской волости проживали 25 человек, в 2002 году — 23 человека (все русские).
В 2007 году в деревне Тимошино Шугозёрского СП проживали 16 человек, в 2010 году — 27.

## География
Деревня расположена в северо-восточной части района на автодороге 41К-946 (Озровичи — Пашозеро — Шугозеро — Ганьково).
Расстояние до административного центра поселения — 22 км.
Расстояние до ближайшей железнодорожной станции Тихвин — 86 км.
Деревня находится на правом берегу реки Большая Пяльица.

## Демография
| 2007 | 2010 | 2017 |
| ---- | ---- | ---- |
| 16   | ↗27  | ↗38  |

### Национальный состав
Согласно данным Всероссийской переписи населения 2021 года в деревне проживали 28 человек, все русские.

## Улицы
Лесная, Просёлочная, Телятник.